# دومينيكو ديل باربيير

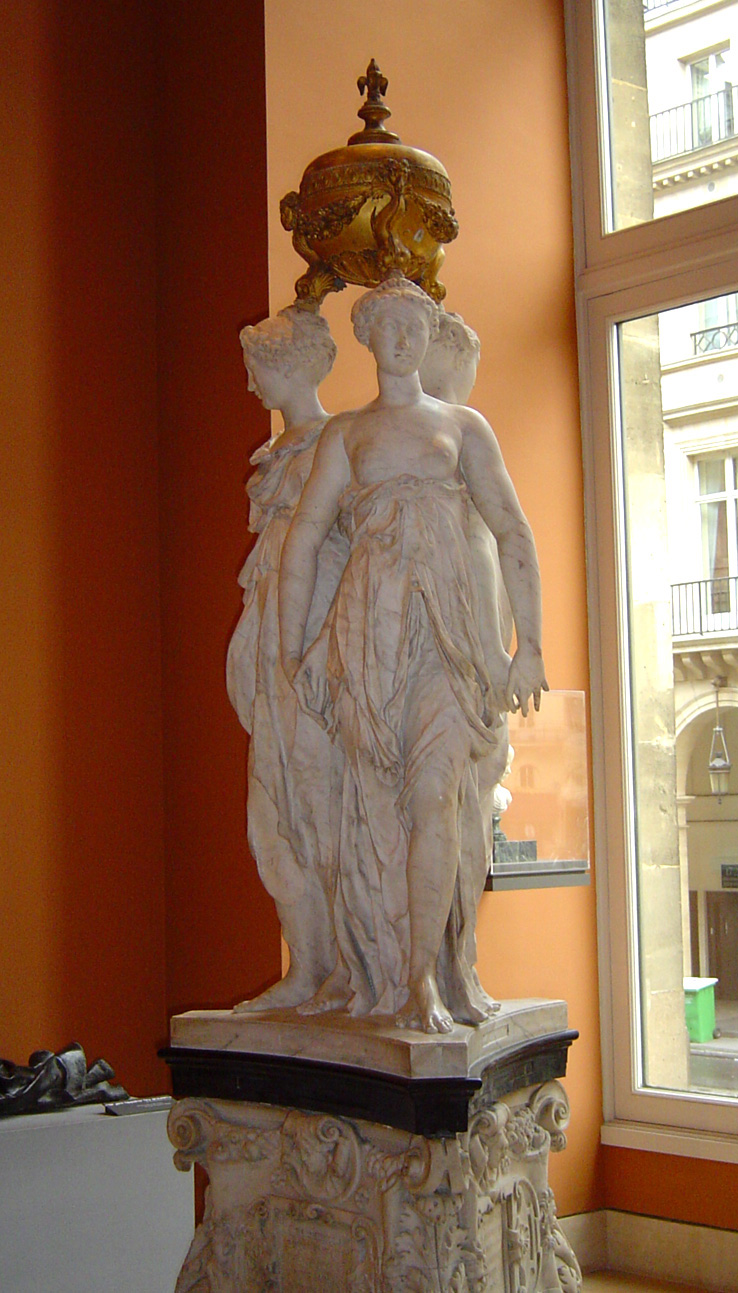
نصب تذكاري لقلب هنري الثاني. تم نحت النعم الثلاثة بواسطة جيرمان بيلون والقاعدة بواسطة دومينيكو ديل باربيير. الجرة عبارة عن ترميم من القرن التاسع عشر.

دومينيكو ديل باربيير ولد حوالي 1506 - وتوفي في1570 كان فنانًا فلورنسيًا في عصر النهضة ويُشار إليه أيضًا باسم دومينيكو ديل باربيير ودومينيكو فيورنتينو، وفي فرنسا،أيضا دومينيك فلورنتين.